# Deutsche Reservistenmeisterschaft
Eine Deutsche Reservistenmeisterschaft (DRM) wird als Mannschaftswettkampf in wiederkehrenden Zeitabständen (in der Regel alle zwei Jahre) als Höhepunkt aller nationalen Reservistenwettkämpfe zum bundesweiten Leistungsvergleich in den Bereichen Hindernisbahn, Schießen, Orientieren, Fitness und Fernmeldedienst durchgeführt. Mannschaften können durch alle militärischen Organisationsbereiche der Bundeswehr und durch den Reservistenverband und die im Beirat Reservistenarbeit beim Reservistenverband vertretenen Verbände und Vereinigungen gestellt werden.

## Entwicklung
Begonnen wurden die Vergleichswettkämpfe im Jahr 1967 und offiziell dann 1970 erstmals als Bundeswettkampf der Reservisten (BWK) durchgeführt. Ursprünglich ausgetragen als militärischer Fünfkampf, wurde der Wettkampf 1972 um eine „Militärpatrouille“ erweitert, ein rund 20 km langer Marsch zu Fuß mit militärischen Einlagen, der 1988 durch einen Militärischen Vielseitigkeitswettkampf abgelöst wurde. Gleichzeitig wurde ein Einzelwettkampf für die Führungsebenen Zugführer, Kompaniechef und Bataillonskommandeur eingeführt, um der verstärkten Forderung nach militärischen Führerleistungen Rechnung getragen. 2001 wurde der Mannschaftswettkampf um eine zu lösende sicherheitspolitische Aufgabe ergänzt.
Aufgrund der Weisung zur Anpassung der Militärischen Förderung an die aktuellen Aufgaben der Bundeswehr von 2003 ergaben sich weitere Änderungen. Unter Beibehaltung der als mittlerweile klassisch geltenden Wettkampfbestandteile, wurde der Marsch zu Fuß an die ehemalige „Militärpatrouille“ angepasst und es waren Aufgabenstellungen aus den sogenannten neuen Handlungsfeldern „internationale Konfliktverhütung und Krisenbewältigung“ sowie „Hilfeleistungen der Bundeswehr“ zu lösen. Erst Organisationsbefehle und Weisungen betrafen den noch unter bisheriger Bezeichnung durchgeführten Wettbewerb im Jahr 2005; aber 2007 erfolgte die erstmalige Austragung unter der jetzigen Bezeichnung Deutsche Reservistenmeisterschaft.
Als Höhepunkt der nationalen Reservistenwettkämpfe soll die Leistungsfähigkeit der Reservisten im Aufgabenfeld streitkräftegemeinsame (= die Teilstreitkraft übergreifende) allgemeinmilitärische Fähigkeiten und Fertigkeiten sowie des Heimatschutzes herausgestellt werden. Ziele des Wettkampfes sind die Erhaltung, Vertiefung und Erweiterung der individuellen Grundfertigkeiten und der körperlichen Leistungsfähigkeit sowie der militärischen Kenntnisse und Fähigkeiten zur Ermittlung der besten Mannschaft. Die inhaltliche Ausgestaltung der DRM orientiert sich an den vorgegebenen Aufgabenstellungen, die die teilnehmenden Wettkampfmannschaften auch körperlich fordern sollen.
Die Teilnahme am Wettkampf steht Reservisten aller Dienstgrade offen. Die Wettkampfteilnehmer sind für die Teilnahme zu einer Übung nach dem Soldatengesetz heranzuziehen. Die Wettkampfmannschaften setzen sich aus einem Mannschaftsführer, mindestens im Dienstgrad Feldwebel/Bootsmann, einem stellvertretenden Mannschaftsführer sowie weiteren Wettkämpfern zusammen. Einzelheiten regeln die besondere Anweisung für die aktuell durchzuführende DRM und die Wettkampfbestimmungen für die jeweilige DRM.
Zur Auswahl der teilnehmenden Mannschaften können Ausscheidungswettkämpfe durchgeführt werden.

## Veranstaltungsübersicht
| Jahr                                       | Austragungsort(e)                                                         |
| Bundeswettkämpfe der Reservisten (Auswahl) | Bundeswettkämpfe der Reservisten (Auswahl)                                |
| ------------------------------------------ | ------------------------------------------------------------------------- |
| 1970                                       | Bad Reichenhall und Berchtesgaden                                         |
| 1971                                       | Cochem                                                                    |
| 1977                                       | Böblingen                                                                 |
| 1994                                       | Lingen (Ems)                                                              |
| 2001                                       | Schleswig                                                                 |
| 1998                                       | Wildflecken                                                               |
| 2003                                       | Idar-Oberstein                                                            |
| 2005                                       | Schneeberg                                                                |
| Deutsche Reservistenmeisterschaften        |                                                                           |
| 2007                                       | Volkach                                                                   |
| 2009                                       | Truppenübungsplatz Jägerbrück bei Torgelow                                |
| 2011                                       | Daaden und Weilburg                                                       |
| 2013                                       | Truppenübungsplatz Lehnin                                                 |
| 2015                                       | abgesagt aufgrund von Flüchtlingshilfemaßnahmen; geplant war Roth         |
| 2018                                       | Garlstedt und Oldenburg                                                   |
| 2021                                       | verschoben auf 2022 aufgrund der COVID-19-Pandemie; geplant war Warendorf |
| 2022                                       | Warendorf                                                                 |
| 2024                                       | Mittenwald                                                                |